# NGC 6432
NGC 6432 је четворострука звезда у сазвежђу Стрелац која се налази на NGC листи објеката дубоког неба.
Деклинација објекта је - 24° 53' 16" а ректасцензија 17h 47m 22,4s. Привидна величина (магнитуда) објекта NGC 6432 износи 13,4. NGC 6432 је још познат и под ознакама ESO 520-**25.